# Nonciature apostolique au Congo
La nonciature apostolique au Congo est un office ecclésiastique de l'Église catholique en République du Congo. Il s’agit d’un poste diplomatique du Saint-Siège, dont le représentant, appelé Nonce apostolique, détient le rang d’ambassadeur. Ses bureaux se trouvent à Brazzaville, la capitale.
Le Saint-Siège établit sa délégation auprès de la République du Congo en 1970, puis l’élève au rang de nonciature en 1984[réf. nécessaire].

## Liste des représentants pontificaux au Congo
Délégués apostoliques
- Mario Tagliaferri (5 mars 1970[1] - 25 juin 1975), également archevêque titulaire de Formiae (de)
- Oriano Quilici (15 novembre 1975[2] - 26 juin 1981), également archevêque titulaire de Tabla (de)

Nonces apostoliques
- John Bulaitis (21 novembre 1981 - 11 juillet 1987), également archevêque titulaire de Narona (de)
- Beniamino Stella (21 août 1987[3] - 15 décembre 1992)[4], également archevêque titulaire de Midila (de)
- Diego Causero (1er février 1993[5] - 1995), également archevêque titulaire de Gradum (de)
- Luigi Pezzuto (7 décembre 1996[6] - 22 mai 1999)[7], également archevêque titulaire de Turris-en-Proconsulaire (de)
- Mario Roberto Cassari (3 août 1999[8] - 31 juillet 2004), également archevêque titulaire de Truentum (de)
- Andrés Carrascosa Coso (31 juillet 2004  - 12 janvier 2009), également archevêque titulaire d'Elo (de)
- Jan Romeo Pawłowski (18 mars 2009  - 7 décembre 2015), également archevêque titulaire de Sejny (de)
- Francisco Escalante Molina (19 mars 2016  – 4 juin 2021), également archevêque titulaire de Gratiana (de)
- Javier Herrera Corona (2 mai 2022 – présent), également archevêque titulaire de Vulturaria (de)